# مهدي ليريس
مهدي باسكال مارسيل ليريس (مواليد 23 مايو 1998) هو لاعب كرة قدم جزائري محترف يلعب كجناح لنادي سامبدوريا في الدوري الإيطالي والمنتخب الجزائري.

## حياة شخصية
ولد ليريس في فرنسا لأب إسباني وأم جزائرية، وهو مؤهل لجميع المنتخبات الوطنية الثلاثة. يانيك وهو والد ليريس كان لاعب كرة قدم هواة سابق، هو حاليًا مدرب كرة قدم تحت 16 سنة في فرنسا.